# Campeonato Mundial de Ciclismo em Pista de 1910
O Campeonato Mundial UCI de Ciclismo em Pista de 1910 foi realizado em Bruxelas, na Bélgica, entre os dias 17 e 25 de julho. Quatro provas masculinas foram disputadas, duas de profissionais e duas de amadores.

## Sumário de medalhas

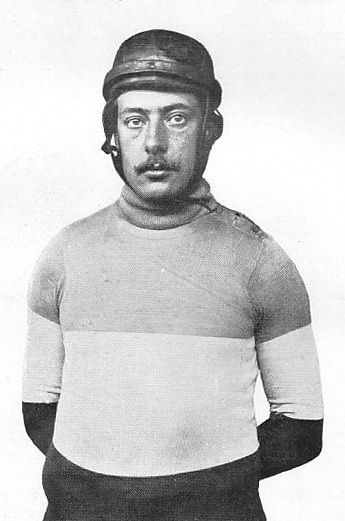
Georges Parent

| Eventos profissionais masculinos |                              |                                |                                  |
| Velocidade individual            | Émile Friol · França         | Thorvald Ellegaard · Dinamarca | Walter Rütt · Alemanha           |
| Motor-paced                      | Georges Parent · França      | Léon Vanderstuyft · Bélgica    | Robert Walthour · Estados Unidos |
| Eventos amadores masculinos      |                              |                                |                                  |
| Velocidade individual            | William Bailey · Reino Unido | Karl Neumer · Alemanha         | Paul Texier · França             |
| Motor-paced                      | Henri Hens · Bélgica         | Louis Delbor · França          | Sydney F. Bailey · Reino Unido   |

## Quadro de medalhas
| Ordem | País           | Medalha de ouro | Medalha de prata | Medalha de bronze | Total |
| ----- | -------------- | --------------- | ---------------- | ----------------- | ----- |
| 1     | França         | 2               | 1                | 1                 | 4     |
| 2     | Bélgica        | 1               | 1                | 0                 | 2     |
| 3     | Reino Unido    | 1               | 0                | 1                 | 2     |
| 4     | Alemanha       | 0               | 1                | 1                 | 2     |
| 5     | Dinamarca      | 0               | 1                | 0                 | 1     |
| 6     | Estados Unidos | 0               | 0                | 1                 | 1     |